# パイレーツ (アルバム)
『パイレーツ』（Pirates）は、アメリカ合衆国のシンガーソングライター、リッキー・リー・ジョーンズが1981年に発表した2作目のスタジオ・アルバム。

## 背景
「心のきずな」の歌詞は、映画『理由なき反抗』にインスパイアされた内容である。「リヴィング・イット・アップ」や「ラッキー・ガイ」の歌詞は、かつてジョーンズが交際していたトム・ウェイツに言及した内容といわれている。「ウェスタン・スロープ」で共作者としてクレジットされているサル・ベルナルディは、1970年代中期よりジョーンズと親交のあったミュージシャンで、ジョーンズによれば、ベルナルディは本作の歌詞の世界観に大きな影響を与えたという。
ジャケットにはブラッシャイの撮影した写真が使用された。

## 反響・評価
母国アメリカでは本作がBillboard 200で5位に達し、シングル「ラッキー・ガイ」はBillboard Hot 100で64位を記録した。また、『ビルボード』のメインストリーム・ロック・チャートでは「スロー・トレイン・トゥ・ペキン」が31位、「パイレーツ」が40位を記録した。
ニュージーランドのアルバム・チャートでは合計22週トップ50入りし、うち5週にわたりトップ10入りして、最高4位を記録した。イギリスでは11週全英アルバムチャートでトップ100入りし、最高37位を記録した。
Vik Iyengarはオールミュージックにおいて5点満点中4点を付け「収録曲は即効性がないかもしれないが、詩的にも音楽的にも複雑な作風により、このアルバムは何度聴いても価値あるものと感じられる」と評している。また、Steve Knopperは『シカゴ・トリビューン』紙において、前作『浪漫』と比べて「よりダークで複雑なアルバム」と評している。

## 収録曲
特記なき楽曲はリッキー・リー・ジョーンズ作。
1. 心のきずな - "We Belong Together" - 5:04
2. リヴィング・イット・アップ - "Living It Up" - 6:24
3. スケルトンズ - "Skeletons" - 3:39
4. スロー・トレイン・トゥ・ペキン - "Woody and Dutch on the Slow Train to Peking" (Rickie Lee Jones, David Kalish) - 5:18
5. パイレーツ - "Pirates (So Long Lonely Avenue)" - 3:55
6. ラッキー・ガイ - "A Lucky Guy" - 4:19
7. ウェスタン・スロープ - "Traces of the Western Slopes" (R. L. Jones, Sal Bernardi) - 7:59
8. 帰還 - "The Returns" - 2:20

## 参加ミュージシャン
- リッキー・リー・ジョーンズ - ボーカル、キーボード、シンセサイザー、ホーン・アレンジ、ボーカル・アレンジ
- バジー・フェイトン - ギター
- ディーン・パークス - ギター
- スティーヴ・ルカサー - ギター
- デヴィッド・カリシュ - ギター(on #4)
- ニール・ラーセン - キーボード
- ラッセル・フェランテ - キーボード
- クラレンス・マクドナルド - キーボード
- ランディ・カーバー - キーボード(on #3, #8)
- マイケル・ボディッカー - シンセサイザー
- ドナルド・フェイゲン - シンセサイザー(on #5)
- ロブ・マウンジー - シンセサイザー(on #5)
- チャック・レイニー - エレクトリックベース
- スティーヴ・ガッド - ドラムス(on #1, #5)、パーカッション(on #4)
- アート・ロドリゲス - ドラムス(on #2, #6, #7)
- ジェフ・ポーカロ - ドラムス
- レニー・カストロ - パーカッション
- ヴィクター・フェルドマン - パーカッション
- トム・スコット - テナー・サクソフォーン、バリトン・サクソフォーン(on #4, #5)
- デイヴィッド・サンボーン - アルト・サクソフォーン(on #4, #5)
- ランディ・ブレッカー - トランペット、フリューゲルホルン(on #4, #5)
- ジェリー・ヘイ - トランペット、フリューゲルホルン(on #7)
- サル・ベルナルディ - ハーモニカ(on #5, #7)、ボーカル(on #2, #7)
- ニック・デカロ - オーケストラ・アレンジ(on #2)
- ラルフ・バーンズ - オーケストラ・アレンジ(on #3, #8)
- アーノ・ルーカス - バックグラウンド・ボーカル
- レスリー・スミス - バックグラウンド・ボーカル
- ジョー・トゥラーノ - バックグラウンド・ボーカル